# Liste der Monuments historiques in Plourac’h
Die Liste der Monuments historiques in Plourac’h führt die Monuments historiques in der französischen Gemeinde Plourac’h auf.

## Liste der Bauwerke
| Bezeichnung                          | Beschreibung              | Standort             | Kennzeichnung | Schutzstatus   | Datum     | Bild           |
| ------------------------------------ | ------------------------- | -------------------- | ------------- | -------------- | --------- | -------------- |
| Kirche St-Jean-Baptiste und Calvaire | Erbaut im 16. Jahrhundert | (Lage)               | PA00089517    | Inscrit Classé | 1926 1912 | weitere Bilder |
| Kreuz                                | 18. Jahrhundert           | Saint-Guénolé (Lage) | PA00089516    | Inscrit        | 1926      |                |
| Kapelle                              | Erbaut im 16. Jahrhundert | Saint-Guénolé (Lage) | PA00089515    | Inscrit        | 1926      | weitere Bilder |

## Liste der Objekte

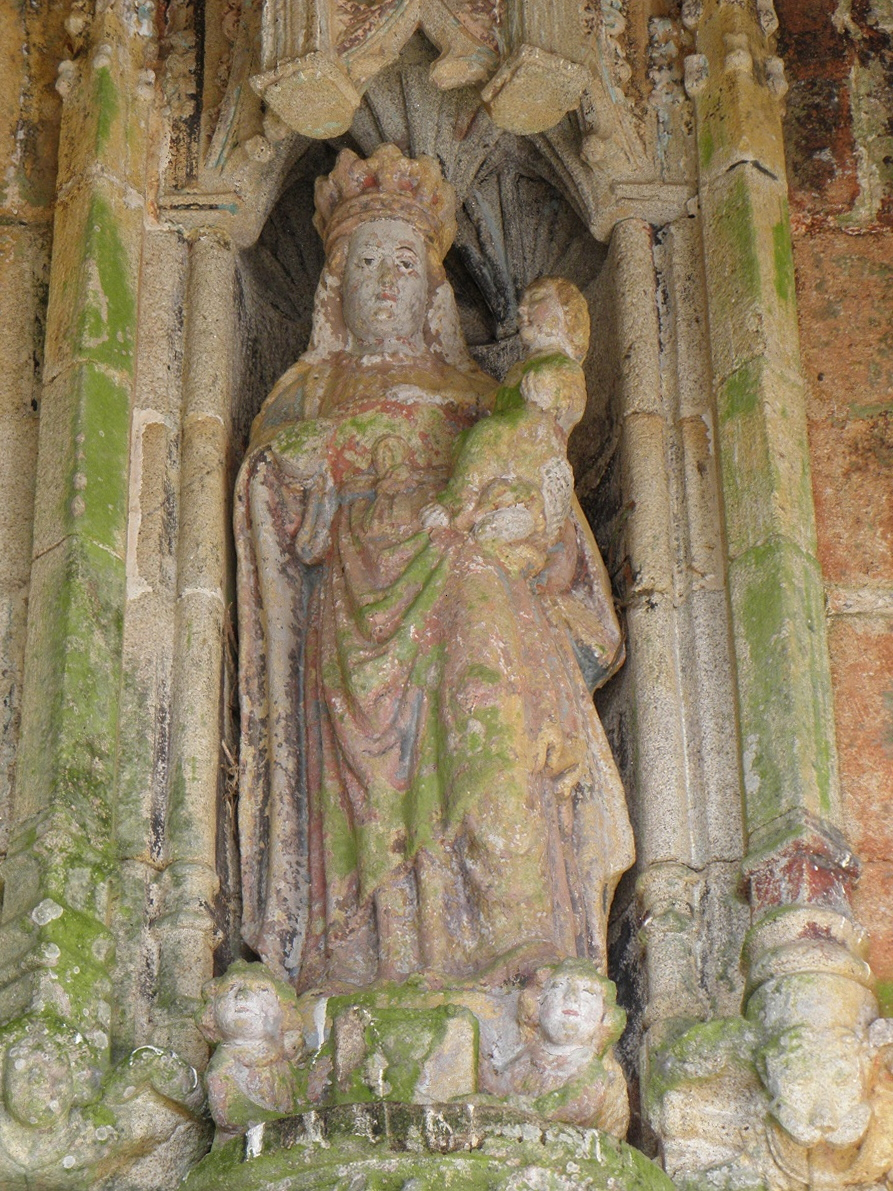
Skulptur Madonna mit Kind in der Vorhalle

- Monuments historiques (Objekte) in Plourac’h in der Base Palissy des französischen Kultusministeriums